# Orán (departement)
Orán is een departement in de Argentijnse provincie Salta. Het departement (Spaans:  departamento) heeft een oppervlakte van 11.892 km² en telt 124.029 inwoners.

## Plaatsen in departement Orán
- Aguas Blancas
- Algarrobal
- Chaguaral
- Colonia Santa Rosa
- El Quimilar
- El Tabacal
- Esteban de Urizar
- Hipólito Yrigoyen
- Ingenio San Martín del Tabacal
- Jerónimo Matorras
- km 1281
- La Estrella
- La Misión
- Manuel Elordi
- Martínez del Tineo
- Misión Zenta
- Pichanal
- Río Pescado
- San Ramón de la Nueva Orán
- Saucelito
- Urundel
- Yuchán